# Санта-Крус-дас-Палмейрас
Санта-Крус-дас-Палмейрас (порт. Santa Cruz das Palmeiras)  —  муниципалитет в Бразилии, входит в штат Сан-Паулу. Составная часть мезорегиона Кампинас. Входит в экономико-статистический  микрорегион Пирасунунга. Население составляет 28 318 человек на 2006 год. Занимает площадь 295,698 км². Плотность населения — 95,8 чел./км².

## История
Город основан 3 мая 1876 года. 

## Статистика
- Валовой внутренний продукт на 2003 составляет 182.229.736,00 реалов (данные: Бразильский институт географии и статистики).
- Валовой внутренний продукт на душу населения на 2003 составляет 6.736,53 реалов (данные: Бразильский институт географии и статистики).
- Индекс развития человеческого потенциала на 2000 составляет 0,796 (данные: Программа развития ООН).